# CS-310
De CS-310 (Carretera Secundaria 310) een secundaire weg in Andorra. De weg verbindt het dorp Sispony, ten zuiden van La Massana, met de Collada de Beixalís en is ongeveer negen kilometer lang.
De weg maakt deel uit van de route tussen La Massana en Encamp.